# Obituary (album)
Obituary è il decimo album in studio del gruppo death metal statunitense Obituary, pubblicato nel marzo 2017.

## Tracce
1. Brave – 2:14
2. Sentence Day – 2:49
3. A Lesson in Vengeance – 3:07
4. End It Now – 4:02
5. Kneel Before Me – 3:04
6. It Lives – 3:24
7. Betrayed – 3:01
8. Turned to Stone – 4:13
9. Straight to Hell – 3:57
10. Ten Thousand Ways to Die – 3:16

## Formazione
- John Tardy – voce
- Kenny Andrews – chitarra
- Trevor Peres – chitarra
- Terry Butler – basso
- Donald Tardy – batteria